# Hillman 25 hp
La 25 hp è un'autovettura prodotta dalla Hillman dal 1909 al 1913.
Aveva installato un motore a quattro cilindri in linea da 6,4 L di cilindrata. La trazione era posteriore.